# Reedley
Reedley ist eine US-amerikanische Stadt im Fresno County im US-Bundesstaat Kalifornien. Sie hat 24.909 Einwohner (Stand: 2007). Die Stadt befindet sich bei den geographischen Koordinaten 36,60° Nord, 119,45° West. Das Stadtgebiet hat eine Größe von 11,6 km².
Die Stadt Reedley hat eine High School, welche von über 2000 Schülern besucht wird. Außerdem befindet sich in Reedley noch ein Junior College.